# Kristinia DeBarge
Kristinia DeBarge (ur. 8 marca 1990 w South Pasadena) – amerykańska piosenkarka pop i R&B, a także aktorka. Artystka do tej pory wydała trzy albumy studyjne.

## Kariera

### Dzieciństwo
Jej ojciec jest pochodzenia afroamerykańskiego, matka zaś pochodzi z Portoryko. Ojciec, James DeBarge, był członkiem oraz założycielem grupy grającej R&B o nazwie DeBarge założonej w 1980 r. Kristinia dorastała w Pasadenie w Kalifornii i uczęszczała do South Pasadena Highschool.
Kristinia rozpoczęła praktykę śpiewu, gdy miała 3 lata. Gdy miała 12 lat, jej ojciec zabrał ją do studia nagrań. Latem 2003 roku wystąpiła w programie American Juniors, będącym Spin-offem American Idol. Dotarła do półfinału konkursu.

### 2009: Debiutancki album
Na dzień przed 19-stymi urodzinami podpisała kontrakt z wytwórniami płytowymi Island i Def Jam. W maju 2009 roku rozpoczęła pracę nad swoim debiutanckim albumem studyjnym, by dwa miesiące później ją zakończyć. Debiutancki krążek Exposed sprzedał się w nakładzie ponad 200 000 egzemplarzy w Stanach Zjednoczonych. Album promowały trzy single. Pierwszy singiel „Goodbye” przyniósł piosenkarce sławę m.in. w USA, Kanadzie i Szwecji. Utwór zawiera próbki z przeboju grupy Steam z roku 1969 pt. „Na Na Hey Hey Kiss Him Goodbye”. W grudniu 2009 roku DeBarge potwierdziła poprzez Twittera, że pracuje nad swoim drugim albumem studyjnym. Album został wydany w maju 2013 roku.

## Dyskografia

### Albumy
Albumy studyjne
| Rok                                                 | Dane dot. albumu                                                                                            | Najwyższe pozycje na listach |
| Rok                                                 | Dane dot. albumu                                                                                            | USA                          |
| --------------------------------------------------- | --- | ---------------------------- |
| 2009                                                | Exposed - Wydany: 28 lipca - Wytwórnia: Island, Def Jam - Format: CD, digital download                      | 23                           |
| 2013                                                | Young & Restless - Wydany: 3 maja - Wytwórnia: Manhattan Records - Format: CD, digital download             | –                            |
| 2016                                                | Thinkin Out Loud - Wydany: 7 stycznia - Wytwórnia: Krissy D Ent./Beatstreet Inc. - Format: digital download | –                            |
| "–" album nie był notowany, bądź nie został wydany. | |                              |

Minialbumy
| Rok  | Dane dot. albumu |
| ---- | --- |
| 2016 | Peaceful Understanding - Wydany: 13 października - Wytwórnia: Krissy D Ent./Beatstreet Inc. - Format: digital download |

### Single
| Rok                                                      | Tytuł          | Najwyższe pozycje na listach | Najwyższe pozycje na listach | Najwyższe pozycje na listach | Certyfikaty            | Album            |
| Rok                                                      | Tytuł          | USA                          | CAN                          | SWE                          | Certyfikaty            | Album            |
| -------------------------------------------------------- | -------------- | ---------------------------- | ---------------------------- | ---------------------------- | ---------------------- | ---------------- |
| 2009                                                     | „Goodbye”      | 15                           | 15                           | 26                           | - USA: platynowa płyta | Exposed          |
| 2009                                                     | „Sabotage”     | –                            | –                            | –                            |                        | Exposed          |
| 2009                                                     | „Future Love”  | –                            | –                            | –                            |                        | Exposed          |
| 2012                                                     | „Cry Wolf”     | –                            | –                            | –                            |                        | Young & Restless |
| 2017                                                     | „Crystal Ball” | –                            | –                            | –                            |                        |                  |
| „–” oznacza, że singel nie był notowany na danej liście. |                |                              |                              |                              |                        |                  |

Z gościnnym udziałem
| Rok                                                      | Tytuł             | Wykonawca            | Najwyższe pozycje na listach |
| Rok                                                      | Tytuł             | Wykonawca            | FIN                          |
| -------------------------------------------------------- | ----------------- | -------------------- | ---------------------------- |
| 2013                                                     | „Remix My Love”   | Killian Wells        | –                            |
| 2013                                                     | „Where I Belong”  | Nadia Rayne          | –                            |
| 2013                                                     | „Make It Through” | Sam "Future" Sarpong | –                            |
| 2007                                                     | „Let Go”          | Redrama              | 3                            |
| „–” oznacza, że singel nie był notowany na danej liście. |                   |                      |                              |